# Jan Stloukal (1912)

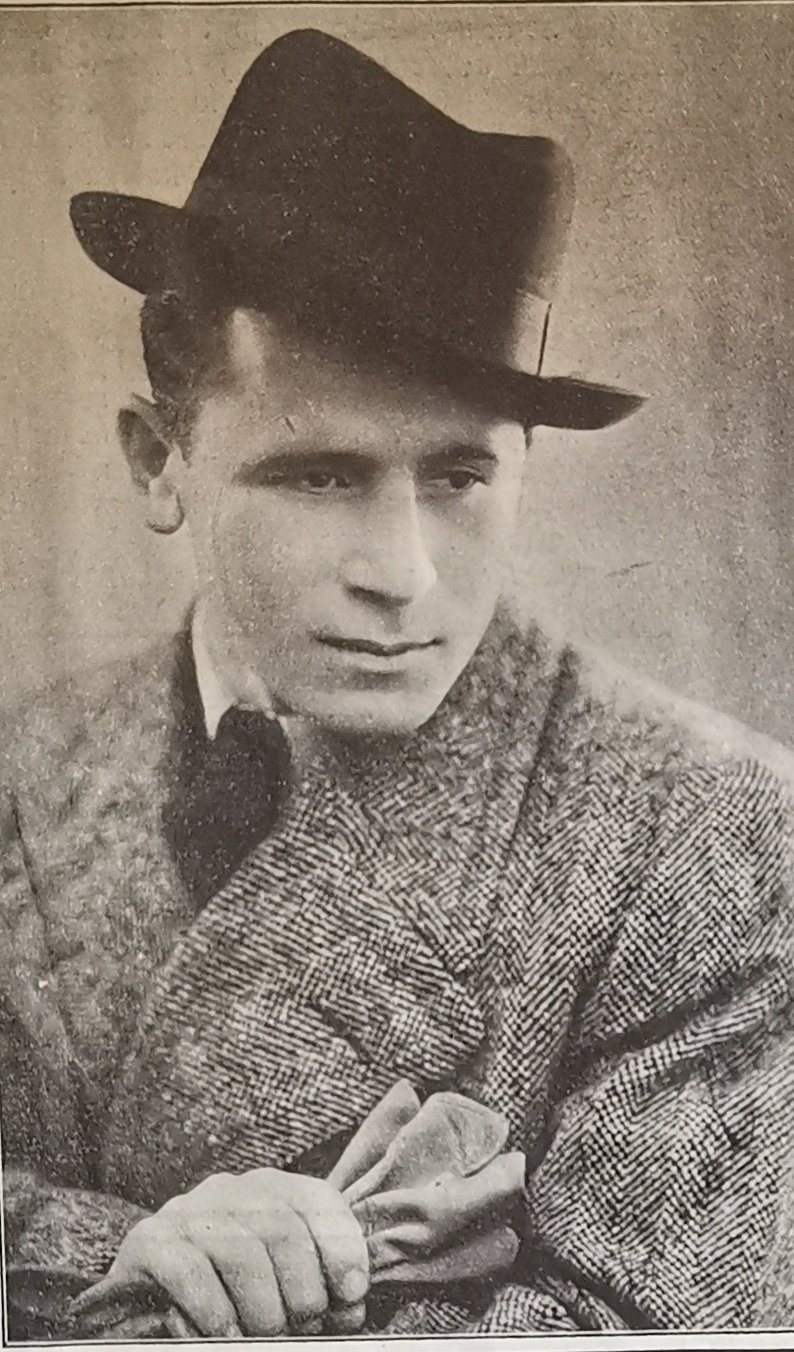
Jan Stloukal

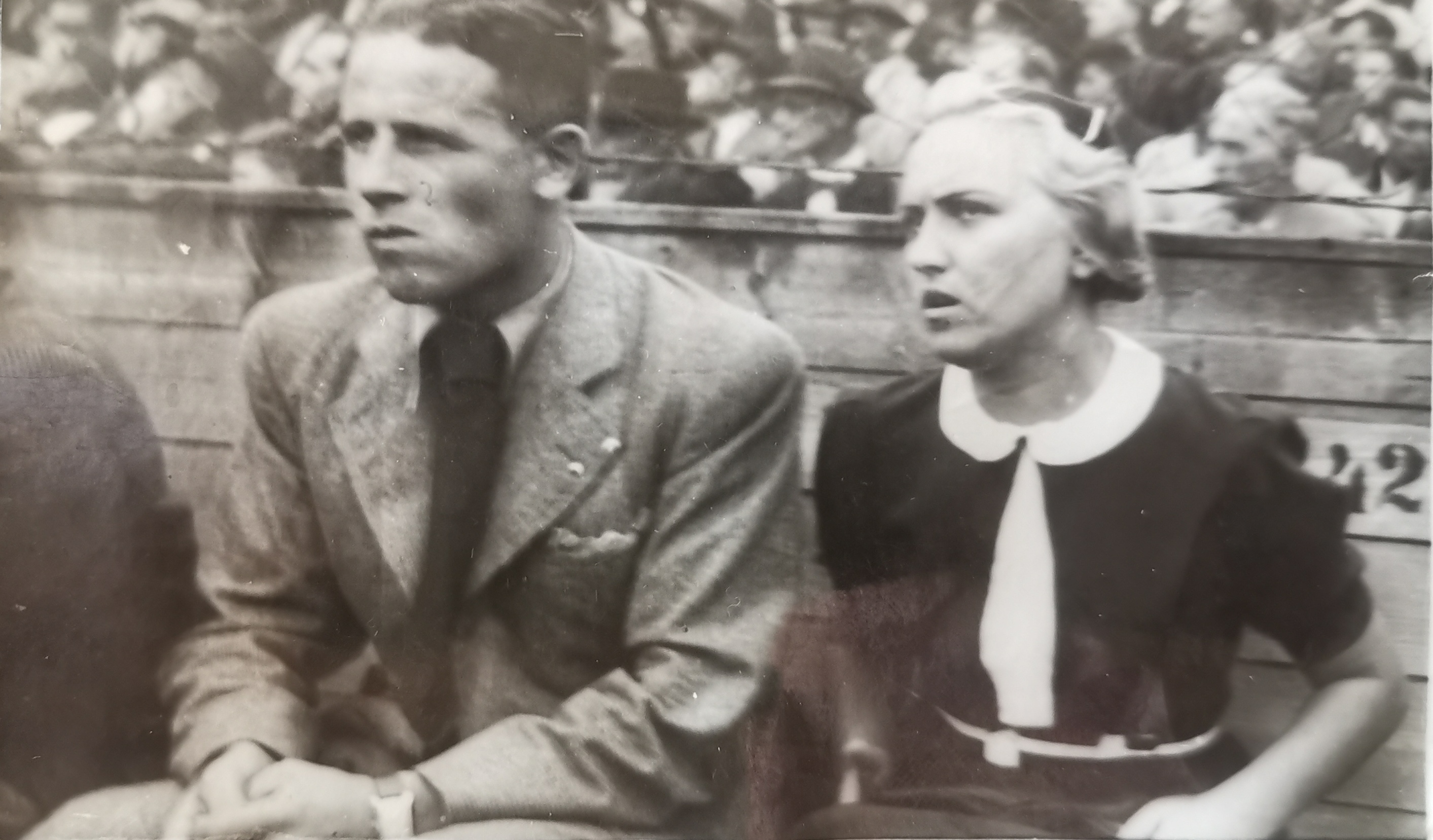
Jan a Milada Stloukalovi

Jan Stloukal (4. prosince 1912, Brno – 2. listopadu 1991) byl český fotbalista, útočník. Jeho bratr Vilém Stloukal přišel do Židenic s ním, odehrál zde 19 prvoligových zápasů a vstřelil 9 branek. Později hrál ještě za Žabovřesky.
V šedesátých letech hráli za klub také jeho dva synové. Starší z nich, Jan Stloukal (1. liga: 56 / 3) nastupoval v mládežnických reprezentacích a v lize odehrál 4 sezony v dresu TJ Spartak ZJŠ Brno. Poté odešel do TJ NHKG Ostrava. Na severu Moravy skončil i mladší syn, Miloš Stloukal (1. liga: 45 / 4), který hrál za TJ Spartak ZJŠ Brno (1. liga: 14 / 0) a TJ Baník OKD Ostrava (1. liga: 31 / 4).

## Fotbalová kariéra
V československé lize hrál za SK Židenice. Byl odchovancem Moravské Slavie. V nejvyšší soutěži nastoupil v 86 utkáních, vstřelil 29 gólů. Dvakrát byl nejlepším střelcem Židenic (1936/37 a 1939/40). Za Brno nastoupil ve dvou zápasech Středoevropského poháru proti Ferencvárosi Budapešť. Později hrál národní divizi (2. nejvyšší soutěž za protektorátu) za SK Sparta Brno.

## Ligová bilance
| Ročník               | Zápasy | Góly | Klub                    |
| -------------------- | ------ | ---- | ----------------------- |
| Státní liga 1935/36  | 0      | 0    | SK Moravská Slavia Brno |
| Státní liga 1936/37  | 22     | 10   | SK Židenice             |
| Státní liga 1937/38  | 19     | 6    | SK Židenice             |
| Státní liga 1938/39  | 20     | 6    | SK Židenice             |
| Národní liga 1939/40 | 21     | 7    | SK Židenice             |
| Národní liga 1940/41 | 15     | 2    | SK Židenice             |
| CELKEM               | 97     | 31   |                         |